# جزر المملكة الهولندية الكاريبية
يشير مصطلح جزر المملكة الهولندية الكاريبية إلى جزر المملكة الهولندية الست التي تقع في منطقة الكاريبي وسكانها. وهو أيضاً مصطلح يستخدم أحياناً للإشارة إلى الجزر الكاريبية الهولندية والتي تتكون من بعض جزر المملكة وليست كلها.
وثلاثة من الست جزر الرئيسية التي تقع تحت لواء السيادة الهولندية هي دول تأسيسية داخل المملكة الهولندية وهي: أروبا، كوراساو وسينت مارتن (والتي تشمل فقط على الجزء الجنوبي من جزيرة سانت مارتن. أما الثلاث جزر الأخرى: بونير، سابا، سينت أوستاتيوس فهي بلديات خاصة Public body (Netherlands) تابعة لهولندا التي تعتبر رابع دولة تأسيسية في المملكة (وتقع في أوروبا). وهناك عدة جزر صغيرة مثل: كوراساو الصغرى، وبونير الصغرى والتي تتبع إحدى الدول الجزر أو البلديات الخاصة.
وكل الجزر كانت سابقة جزء من جزر الأنتيل الهولندية، على أن أروبا حصلت على حكمها الذاتي قبل الأخريات وانشقت كدولة مستقلة عام 1986م، وتبعتها كوراساو وسينت مارتن بعد انحلال جزر الأنتيل الهولندية عام 2010م، بينما التحقت جزر بونير وسينت أوستاتيوس وسابا كبلديات خاصة لهولندا.

## الجزر
هناك عدة أسماء تشير إلى مجموعات من جزر مملكة الأراضي المنخفضة الكاريبية:
- جزر إي بي سي: أروبا، بونير، كوراساو
- جزر بي إي أس: بونير، سينت أوستاتيوس، سابا
- جزر أس أس أس: سابا، سينت مارتن، سينت أوستاتيوس

|                             | Name           | السكان (1 يناير 2010) | المساحة (كم²) | الكثافة السكانية (السكان بالكم²) |
| --------------------------- | -------------- | --------------------- | ------------- | -------------------------------- |
| دولة تأسيسية                | أروبا          | 107,138               | 193           | 555                              |
| دولة تأسيسية                | كوراساو        | 142,180               | 444           | 320                              |
| دولة تأسيسية                | سينت مارتن     | 37,429                | 34            | 1,101                            |
| بلديات خاصة (جزء من هولندا) | بونير          | 13,389                | 294           | 46                               |
| بلديات خاصة (جزء من هولندا) | سينت أوستاتيوس | 2,886                 | 21            | 137                              |
| بلديات خاصة (جزء من هولندا) | سابا           | 1,737                 | 13            | 134                              |
| المجموع الكلي:              | المجموع الكلي: | 304,759               | 999           | 305                              |

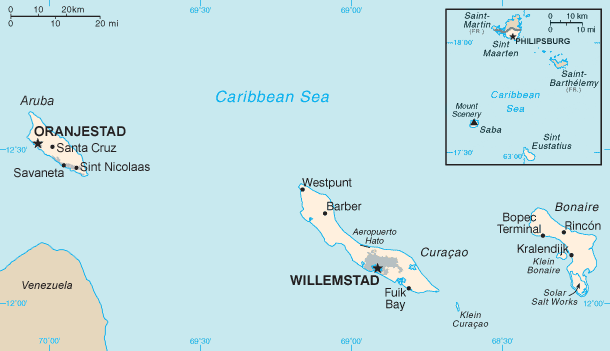
خريطة لجزر المملكة الهولندية الكاريبية
جزر المملكة الهولندية الكاريبية تظهر باللون الأزرق، وتبين إرتباطها بالمملكة الهولندية.